# Typhonium pusillum
Typhonium pusillum là một loài thực vật có hoa trong họ Ráy (Araceae). Loài này được Sookchaloem, V.D.Nguyen & Hett. mô tả khoa học đầu tiên năm 2001.